# Rico, Oskar und das Herzgebreche (Roman)
Rico, Oskar und das Herzgebreche ist ein Roman von Andreas Steinhöfel aus dem Jahr 2009. Es ist der zweite Band der Buchreihe um Rico und Oskar. Der mehrfach ausgezeichnete erste Band mit dem Titel Rico, Oskar und die Tieferschatten war ein Jahr zuvor erschienen, die Fortsetzung Rico, Oskar und der Diebstahlstein erschien 2011. Die Reihe erschien im Carlsen Verlag und wird ab 10 Jahren empfohlen. 2015 kam eine gleichnamige Verfilmung ins Kino.

## Handlung
Das Buch knüpft unmittelbar an Rico, Oskar und die Tieferschatten an. Die Handlung beginnt zwei Wochen nach Ricos und Oskars letztem Abenteuer. Oskar, der bei Rico übernachtet, zieht, weil er von seinem Vater sitzen gelassen wurde, bei Rico und seiner Mutter in die Dieffenbachstraße ein. Bald sind die beiden Jungen in einen neuen Kriminalfall verwickelt. Sie entdecken, dass Ricos Mutter gestohlene Handtaschen verkauft, weil sie erpresst wird. Rico und Oskar stellen mit Hilfe von Herrn von Scherten, den Rico und seine Mutter vom Bingo kennen, und einer Nachbarin, mit der Rico befreundet ist, Ermittlungen an. Sie überführen den Erpresser, der sich als der Besitzer des Clubs herausstellt, in dem Ricos Mutter arbeitet. Rico erfährt, dass sein Vater nicht – wie er immer geglaubt hat – gestorben ist, sondern dass seine Mutter vor ihm geflohen ist, da er gewalttätig war. Sie muss nun ihren und Ricos Wohnort vor ihm geheim halten. Ihr Chef erpresst Ricos Mutter mit der Drohung, Ricos Vater zu sagen, wo Rico und seine Mutter wohnen. Das Buch endet trotzdem hoffnungsvoll: Ricos Mutter und der Nachbar Simon Westbühl (den Rico nur „Bühl“ nennt, da er sich Himmelsrichtungen nicht merken kann) werden ein Paar, Ricos und Oskars Freundschaft ist gefestigt, und Rico bekommt den Hund, den er sich lange gewünscht hat.

## Erzählweise
Wie im ersten Buch ist Rico der Ich-Erzähler des Romans. Er schreibt sein Ferientagebuch, das er als Hausaufgabe begonnen hat, freiwillig weiter und ordnet so seine Gedanken. Auch der zweite Band ist geprägt von
Ricos eigenwilliger Sprache voller Wortschöpfungen und seiner charakteristischen Art, neue Wörter zu lernen und in die weitere Erzählung einzuflechten.

## Rezeption und Auszeichnungen
Rico, Oskar und das Herzgebreche erhielt gute Kritiken. Die Rezensention Eva-Maria Magel verglich Steinhöfels Begabung, sich in Kinder einzufühlen, mit Erich Kästner. Allerdings neige er im Gegensatz zu Kästner zu blumigen Exkursen und Schachtelsätzen. Dadurch werde der zehnjährige Erzähler weniger glaubwürdig. Die Lektüre sei trotzdem vergnüglich. Die Rezensentin Marion Gerhard bezeichnete das Buch als „literarische Kostbarkeit“. Auch in diesem Buch stehe nicht die Kriminalgeschichte, sondern die Gefühlswelt der Hauptfiguren im Vordergrund.
Klaus Maiwald urteilte über die Fortsetzungen, durch die Wiederholung ähnlicher Handlungsarten und Witze nutze sich der Reiz der Bücher für Erwachsene ein wenig ab, den Lesebedürfnissen von Kindern komme dies aber entgegen.
Rico, Oskar und das Herzgebreche wurde im Mai 2009 für die Literaturauszeichnung Kröte des Monats ausgewählt.

## Ausgaben
Sowohl die gebundene Ausgabe (ISBN 978-3-551-55459-8) als auch das Taschenbuch (ISBN 978-3-5513-1233-4) erschienen mit Illustrationen von Peter Schössow im Carlsen Verlag.
2011 erschien ein Hörbuch, gelesen vom Autor, im Silberfisch Verlag (ISBN 978-3-8674-2069-3).

## Adaptionen

### Hörspiel
Eine Hörspielbearbeitung unter der Regie von Judith Lorentz erschien 2010 (ISBN 978-3-8674-2679-4).

### Verfilmung
Der Film Rico, Oskar und das Herzgebreche von Wolfgang Groos kam 2015 in die Kinos.